# Fenofibrat
Fenofibratul este un medicament hipolipemiant din clasa fibraților, fiind utilizat în tratamentul anumitor tipuri de dislipidemii. Calea de administrare disponibilă este cea orală.
Se poate asocia cu pravastatină sau simvastatină.
Molecula a fost patentată în 1969 și a fost aprobată pentru uz medical în anul 1975. Este disponibil sub formă de medicament generic.

## Utilizări medicale
Fenofibratul este utilizat în tratamentul unor dislipidemii, precum:
- hipertrigliceridemie severă
- Hiperlipidemie combinată

## Reacții adverse
Principalele reacții adverse asociate tratamentul cu fenofibrat sunt: problemele hepatice, respiratorii, durerea abdominală și cefaleea. Reacțiile severe care pot apărea sunt rabdomioliza și pancreatita.